# Christopher Ironside
Christopher Ironside, né le 11 juillet 1913 à Londres et décédé le 11 juillet 1992 à Winchester, est un peintre et graveur de monnaies britannique, il est particulièrement connu pour avoir réalisé le revers des pièces de monnaie britanniques au moment de la décimalisation de la livre sterling en 1971.
En 2013, une pièce de 50 pence, établie à partir de son dessin, est émise pour commémorer le 100e anniversaire de sa naissance.